# بندر آدلاید
بندر آدلاید (به انگلیسی: Port Adelaide) یک حومه شهر در استرالیا است که در چلتنهام واقع شده‌است.

## خواهرخوانده
شهر بخش مالمو خواهرخواندهٔ بندر آدلاید هست.